# Nuoto ai Giochi della XX Olimpiade - 200 metri stile libero femminili
La competizione dei 200 metri stile libero femminili di nuoto ai Giochi della XX Olimpiade si è svolta il giorni 1º settembre 1972 alla Olympia Schwimmhalle di Monaco di Baviera.

## Programma
| Data              | Ora   | Round      | Note                           |
| ----------------- | ----- | ---------- | ------------------------------ |
| 1º settembre 1972 | 11:50 | 5 Batterie | I migliori 8 tempi alla finale |
| 1º settembre 1972 | 19:00 | Finale     |                                |

## Risultati

### Batterie
| Pos. | Atleta             | Nazione        | Tempo   | Pos F |
| ---- | ------------------ | -------------- | ------- | ----- |
| 1    | Ann Marshall       | Stati Uniti    | 2'08"12 | 4 Q   |
| 2    | Karin Tülling      | Germania Est   | 2'09"01 | 7 Q   |
| 3    | Jutta Weber        | Germania Ovest | 2'12"44 | 12    |
| 4    | Merrily Stratten   | Canada         | 2'12"44 | 13    |
| 5    | Heather Coombridge | Nuova Zelanda  | 2'14"78 | 22    |
| 6    | Karen LeGresley    | Canada         | 2'16"34 | 25    |
| 7    | Belinda Phillips   | Giamaica       | 2'19"49 | 31    |

| Pos. | Atleta              | Nazione          | Tempo   | Pos F |
| ---- | ------------------- | ---------------- | ------- | ----- |
| 1    | Anke Rijnders       | Paesi Bassi      | 2'09"09 | 8 Q   |
| 2    | Helen Gray          | Australia        | 2'12"76 | 14    |
| 3    | Nadezhda Matyukhina | Unione Sovietica | 2'13"60 | 20    |
| 4    | Françoise Monod     | Svizzera         | 2'15"30 | 23    |
| 5    | Olga de Ángulo      | Colombia         | 2'17"34 | 26    |
| 6    | Silvia Borgini      | Argentina        | 2'23"11 | 33    |

| Pos. | Atleta                | Nazione          | Tempo   | Pos F |
| ---- | --------------------- | ---------------- | ------- | ----- |
| 1    | Keena Rothhammer      | Stati Uniti      | 2'07"48 | 2 Q   |
| 2    | Hansje Bunschoten     | Paesi Bassi      | 2'08"58 | 6 Q   |
| 3    | Tatyana Zolotnitskaya | Unione Sovietica | 2'13"12 | 16    |
| 4    | Yelena Timoshenko     | Unione Sovietica | 2'14"06 | 21    |
| 5    | Diana Sutherland      | Gran Bretagna    | 2'16"00 | 24    |
| 6    | Ileana Morales        | Venezuela        | 2'18"84 | 29    |

| Pos. | Atleta            | Nazione        | Tempo   | Pos F |
| ---- | ----------------- | -------------- | ------- | ----- |
| 1    | Shane Gould       | Australia      | 2'07"95 | 3 Q   |
| 2    | Deborah Palmer    | Australia      | 2'10"29 | 10    |
| 3    | Uta Schütz        | Germania Ovest | 2'12"84 | 15    |
| 4    | Mary Beth Rondeau | Canada         | 2'13"52 | 18    |
| 5    | Susan Edmondson   | Gran Bretagna  | 2'13"54 | 19    |
| 6    | Lucy Burle        | Brasile        | 2'18"57 | 27    |
| 7    | Marcia Arriaga    | Messico        | 2'18"93 | 30    |

| Pos. | Atleta            | Nazione        | Tempo   | Pos F |
| ---- | ----------------- | -------------- | ------- | ----- |
| 1    | Andrea Eife       | Germania Est   | 2'07"05 | 1 Q   |
| 2    | Shirley Babashoff | Stati Uniti    | 2'08"48 | 5 Q   |
| 3    | Gudrun Wegner     | Germania Est   | 2'09"49 | 9     |
| 4    | Angela Steinbach  | Germania Ovest | 2'10"59 | 11    |
| 5    | Lesley Allardice  | Gran Bretagna  | 2'13"43 | 17    |
| 6    | Roselina Angee    | Colombia       | 2'18"62 | 28    |
| 7    | Hsu Yue-Yun       | Taiwan         | 2'20"17 | 32    |

### Finale
| Pos.    | Atleta            | Nazione      | Tempo   | Nota            |
| ------- | ----------------- | ------------ | ------- | --------------- |
| Oro     | Shane Gould       | Australia    | 2'03"56 | Record mondiale |
| Argento | Shirley Babashoff | Stati Uniti  | 2'04"33 |                 |
| Bronzo  | Keena Rothhammer  | Stati Uniti  | 2'04"92 |                 |
| 4       | Ann Marshall      | Stati Uniti  | 2'05"45 |                 |
| 5       | Andrea Eife       | Germania Est | 2'06"27 |                 |
| 6       | Hansje Bunschoten | Paesi Bassi  | 2'08"40 |                 |
| 7       | Anke Rijnders     | Paesi Bassi  | 2'09"41 |                 |
| 8       | Karin Tülling     | Germania Est | 2'11"70 |                 |